# Emil Pop
Emil Pop (n. 13 aprilie 1897, Bucerdea Vinoasă, Alba – d. 14 iulie 1974, Cluj) a fost un botanist, membru titular al Academiei Române.

## Biografie
A fost profesor la Facultatea de Științe, la catedra de Anatomia și fiziologia plantelor, și director al Centrului de cercetări biologice din Cluj.
În 1960 a publicat o monografie asupra Mlaștinilor de turbă din RPR, iar în 1965 a tipărit volumul Monumente ale naturii în România, în afara altor cărți dedicate unor oameni de știință români.
A fost membru corespondent al Academiei de Științe din România începând cu 21 decembrie 1935.
La 2 iulie 1955 a fost ales membru titular al Academiei Române.

## Distincții
- Ordinul Muncii clasa I (30 decembrie 1957) „cu ocazia celei de a zecea aniversări a proclamării Republicii Populare Romîne și pentru merite deosebite în îndeplinirea sarcinilor date de Partidul Muncitoresc Romîn, pentru merite deosebite pe tărîmul construcției de stat, economice, sociale, culturale și obștești”[3]
- titlul de Om de Știință Emerit al Republicii Populare Romîne (18 august 1964) „pentru merite deosebite în activitatea științifică”[4]
- Ordinul „Meritul Științific” clasa I (26 septembrie 1966) „pentru merite deosebite în activitatea științifică, cu prilejul Centenarului Academiei Republicii Socialiste România”[5]